# 解放斗争
《解放斗争》是印度的一份印地语左翼周报，为印度共产党中央委员会的机关报。马赫什·拉蒂是《解放斗争》的现任编辑。报社总部位于新德里。